# چس بانی
چس بانی (انگلیسی: Chas Binney؛ 24 February 1901 – ۱۹۵۲ (۵۰−۵۱ سال)) بازیکن فوتبال بود.